# The Chorus Girl's Romance
The Chorus Girl's Romance er en amerikansk stumfilm fra 1920 af William C. Dowlan.

## Medvirkende
- Viola Dana som Marcia Meadows
- Gareth Hughes som Horace Tarbox
- Phil Ainsworth som Steve Reynolds
- William Quinn som P.P. Anderson
- Jere Sundin som Betty Darrell
- Sidney De Gray som Fred Ward
- Lawrence Grant som Jose Brasswine
- Tom Gallery som Charlie Moon
- Edward Jobson som Dr. Tarbox
- Martin Best som F.W. Jordon
- Anne Schaefer som Emma
- Dorothy Gordon som Wilson
- William V. Mong som Dillinger